# 哈马斯临时委员会
哈馬斯臨時委員會（阿拉伯语：کمیته_موقت_حماس）是哈馬斯在其政治局主席伊斯梅尔·哈尼亚於2024年7月31日遭以色列暗殺身亡後，由於難以和新任主席叶海亚·辛瓦尔取得聯繫而成立的五人執政委員會。委員會設立在卡達多哈，負責在以色列—哈馬斯戰爭和「特殊情況」期間做出戰略決策和管理哈馬斯。委員會的五名成員包括分別代表海外巴勒斯坦人、加薩走廊和約旦河西岸地區的哈立德·迈沙阿勒、哈利勒·哈亞和扎赫·賈巴林、協商委員會主席穆罕默德·伊斯梅爾·達爾維什、以及一名在政治局擔任書記的未知人士。
在葉海亞·辛瓦爾於2024年10月17日命喪拉法市後，委員會最初討論是否再任命一位繼任者，但最終決定通過委員會代理主席之職，直至定於2025年3月舉行的哈馬斯領導人選舉為止。哈馬斯於10月24日證實他們正在討論辛瓦爾的繼任者，並將在選拔過程完成後宣布該人物的名字。

## 成員
| 肖像 | 姓名 （出生–死亡年份）       | 職位                                                             | 參考資料 |
| ---- | ---------------------------- | ---------------------------------------------------------------- | -------- |
|      | 哈立德·迈沙阿勒 （1956年生） | 前哈馬斯政治局主席（1996年至2017年）、哈馬斯的海外巴勒斯坦人代表 | [ 7 ]    |
|      | 哈利勒·哈亞 （1960年生）     | 現任哈馬斯政治局副主席（自2024年起）、哈馬斯的加薩走廊代表       | [ 7 ]    |
|      | 扎赫·賈巴林 （1968年生）     | 哈馬斯的約旦河西岸地區代表兼該地區哈馬斯的領袖（自2024年起）     | [ 7 ]    |
|      | 穆罕默德·伊斯梅爾·達爾維什   | 哈馬斯協商委員會主席（自2023年起）                               | [ 7 ]    |
|      | 未知人士                     | 哈馬斯政治局書記，其身分出於安全原因仍處於保密狀態               | [ 7 ]    |